# زبان اشاره قبرسی
زبان اشاره قبرسی زبان اشاره‌ای است که توسط ناشنوایان و کم شنوایان در قبرس استفاده می‌شود. این زبان پیجین زبان اشاره آمریکایی و زبان اشاره یونانی است.